# Ampulex cyanura
Ampulex cyanura är en  stekelart som beskrevs av Kohl 1893. Ampulex cyanura ingår i släktet Ampulex och familjen Ampulicidae.

## Underarter
Arten delas in i följande underarter:
- A. c. cyanura
- A. c. monticola
- A. c. rhodesiana